# Gare de Longjumeau
La gare de Longjumeau est une gare ferroviaire française située sur la commune de Longjumeau, mais une petite partie des quais déborde sur la commune voisine de Champlan (département de l'Essonne).

## Situation ferroviaire
Établie à 73 mètres d'altitude, la gare de Longjumeau est située au point kilométrique (PK) 101,70 de la ligne de la grande ceinture de Paris entre les gares ouvertes de Chilly-Mazarin et Massy - Palaiseau.

## Histoire
Le 1er mai 1883, le trafic de la ligne de Grande Ceinture ouvre aux voyageurs sur la section de Versailles-Chantiers à Savigny-sur-Orge. La gare de Longjumeau est créée à cette occasion.
Le 15 mai 1939, le trafic voyageurs prend fin sur la section nord de la Grande ceinture comprise entre Versailles-Chantiers et Juvisy. Par contre, il subsiste sur la section sud, entre Juvisy et Versailles via Massy - Palaiseau. La gare de Longjumeau reste donc ouverte aux voyageurs.
De 1992 à 2023, la gare était desservie par les trains de la branche C8 de la ligne C du RER. Les trains circulant sur cette branche effectuaient un parcours en boucle ouverte au sud de l'agglomération parisienne de Versailles-Chantiers à Versailles-Château par Massy - Palaiseau, Juvisy et Paris.
Depuis le 9 décembre 2023, cette gare est desservie par la ligne 12 du tramway en remplacement de la branche C8 de la ligne C du RER.

## Service des voyageurs

### Accueil
Le bâtiment voyageurs, désormais fermé, disposait d'un guichet Transilien ouvert tous les jours et d'automates Transilien et Grandes-lignes. Le passage d'un quai à un autre se fait au travers d'un passage souterrain avec des ascenseurs pour les personnes à mobilité réduite.

### Desserte

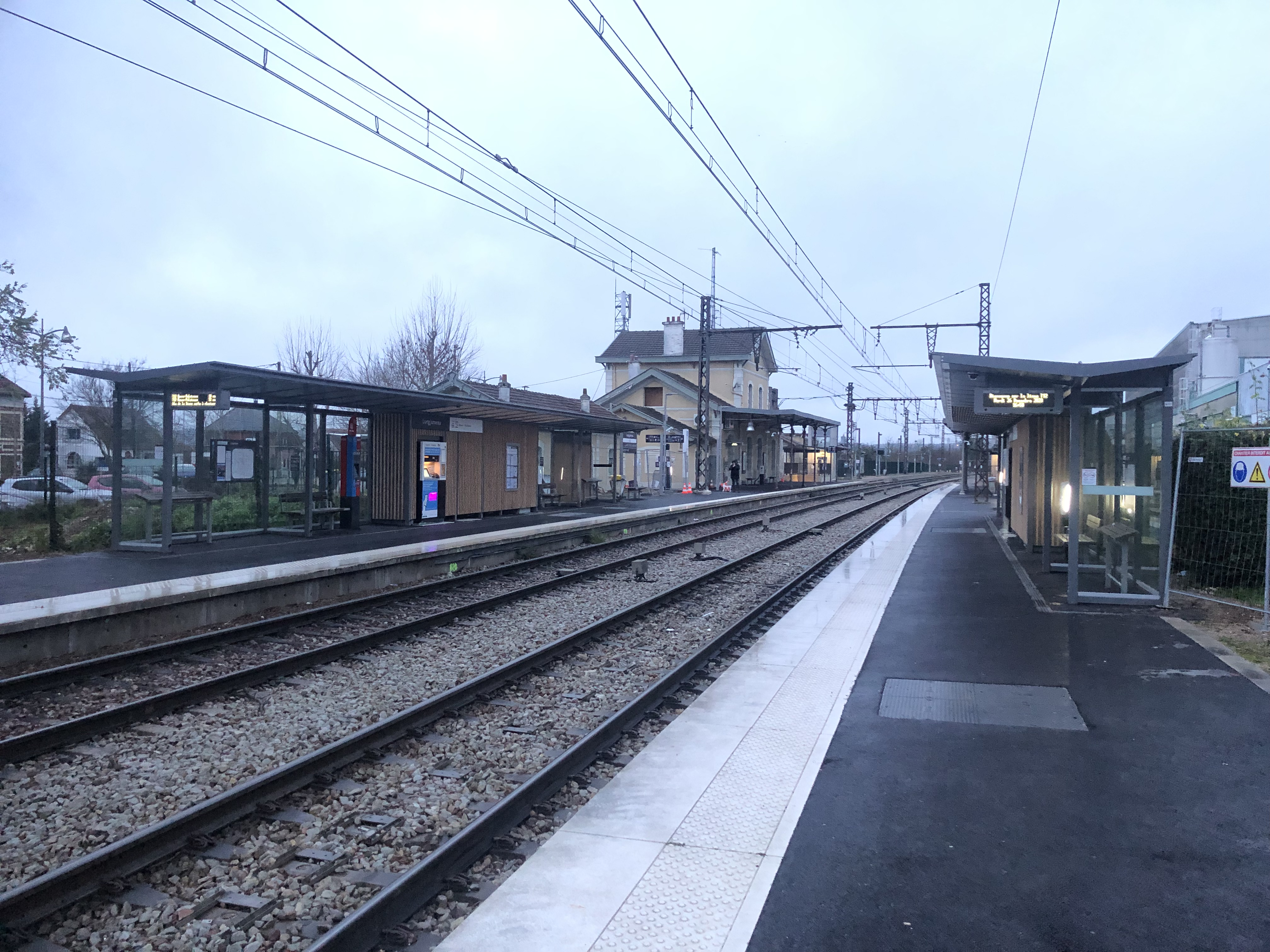
Les quais de la gare, en décembre 2023.

Longjumeau est desservie par la ligne T12 du tramway, qui circule entre Massy-Palaiseau et Évry-Courcouronnes, en remplacement de la branche C8 du RER C. 

### Intermodalité
La gare est desservie par les lignes 4501, 9115 et 9118 du réseau de bus Cœur d'Essonne, par les lignes A et C du réseau de bus La Navette Paris-Saclay et, la nuit, par la ligne N123 du réseau de bus Noctilien.

## Patrimoine ferroviaire
Le bâtiment voyageurs correspond au modèle des gares de troisième classe de la ligne de la grande ceinture de Paris. Ce modèle, dont le plan fut conçu par l'ingénieur des Ponts et Chaussées Luneau, a été utilisé notamment pour la gare de Mareil-Marly.
L’abri de quai d’origine, situé sur le quai opposé au bâtiment voyageurs et pourvu d’une marquise de dimensions semblables à celle du bâtiment principal, a été conservé.